# Хан, Айрин
Айрин Хан (англ. Irene Zubaida Khan; р. 24 декабря 1956) — британская правозащитница и общественный деятель бангладешского происхождения.
Родилась в Бангладеш в богатой и уважаемой семье, уже в детские годы участвовала в борьбе за независимость страны от Пакистана. В подростковом возрасте уехала в Северную Ирландию, позже переехала в Англию, где изучала право в Манчестерском университете; впоследствии училась в Гарвардской школе права в США, специализируясь на правах человека и нормах международного права.
С 1979 года работала в Международной комиссии юристов, с 1980 года — в ООН, где проработала 20 лет. В 2001 году стала седьмым Генеральным секретарём организации «Международная амнистия», уйдя в отставку с этого поста в 2009 году. В 2009 году стала канцлером Сэлфордского университета, с 15 мая 2010 года также стала редактором-консультантом бангладешской газеты The Daily Star.
В 2006 году получила Сиднейскую премию мира. В феврале 2011 года оказалась в центре крупного скандала, связанного с выплатой ей по уходе в 2009 году из «Международной амнистии» суммы в 500 тысяч фунтов стерлингов, что значительно превышало её годовую заработную плату.